# ابراهیم استرآبادی
ابراهیم استرآبادی (درگذشته به سال  ۹۶۵ قمری، ۱۵۵۸ میلادی)، از خوشنویسان تعلیق و نستعلیق ایران است.